# Вівсянчик смугохвостий
Вівся́нчик смугохвостий (Porphyrospiza alaudina) — вид горобцеподібних птахів родини саякових (Thraupidae). Мешкає в Андах.

## Підвиди
Виділяють шість підвидів:
- P. a. bipartita (Zimmer, JT, 1924) — Анди в Еквадорі, Перу та північному Чилі;
- P. a. humboldti (Koepcke, 1963) — Анди на південному заході Еквадору та на північному заході Перу (П'юра);
- P. a. bracki (O'Neill & Parker, TA, 1997) — долина річки Уайяґа (центральне Перу);
- P. a. excelsa (Berlepsch, 1907) — Анди на півдні Перу (Пуно) та в Болівії;
- P. a. alaudina (Kittlitz, 1833) — Чилійські Анди (від Атаками до Лос-Ріоса);
- P. a. venturii (Hartert, E, 1909) — Анди на північному заході Аргентини (від Жужуя і Сальти до Тукуману і західної Кордови).

## Поширення і екологія
Смугохвості вівсянчики мешкають в Еквадорі, Перу, Болівії, Чилі і Аргентині. Вони живуть у високогірних чагарникових заростях Анд та серед скель. Зустрічаються на висоті до 4000 м над рівнем моря, переважно на висоті від 1500 до 3500 м над рівнем моря.